# Leptodeira bakeri
Espèce
Leptodeira bakeri est une espèce de serpents de la famille des Dipsadidae.

## Répartition
Cette espèce se rencontre :
- sur l'île d'Aruba ;
- au Venezuela, dans la péninsule de Paraguaná, située dans l'État de Falcón.

## Description
L'holotype de Leptodeira bakeri, une femelle adulte, mesure 59,1 cm dont 14 cm pour la queue.

## Étymologie
Cette espèce est nommée en l'honneur d'Horace Burrington Baker (1889-1971) qui a collecté le premier spécimen.

## Publication originale
- Ruthven, 1936 : Leptodeira bakeri, new species. Occasional Papers of the Museum of Zoology, University of Michigan, no 330, p. 1-2 (texte intégral).